# Андре Вілльмс
Андре Вілльмс (нім. André Willms, 18 вересня 1972) — німецький академічний веслувальник.
Олімпійський чемпіон 1992, 1996 років у складі парної четвірки, бронзовий призер 2000 року в складі парної четвірки, учасник 2004 року.
Чемпіон світу 1993 (парні четвірки), 1994 (одиночки), 1999, 2001, 2003 років у складі парної четвірки, срібний призер 1995 (парні четвірки), 1997 (одиночки) років, бронзовий призер 2002 року в складі парної двійки.